# Satoru Terao
Satoru Terao (jap. 寺尾悟 Terao Satoru; ur. 25 lipca 1975 w Toyota) – japoński łyżwiarz szybki, specjalizujący się w short tracku, medalista mistrzostw świata, uczestnik zimowych igrzysk olimpijskich.
Sportowiec brał udział w czterech edycjach zimowych igrzysk olimpijskich. Olimpijski debiut miał miejsce podczas zimowych igrzysk w Lillehammer. Indywidualnie zajmował 13. i 4. miejsce na dystansach odpowiednio 500 i 1000 metrów, a konkurs sztafet ukończył na 5. miejscu. Cztery lata później, na igrzyskach olimpijskich w Nagano brał udział w tych samych konkurencjach, co cztery lata wcześniej. Indywidualnie zajmował 13. i 9. miejsce na dystansach odpowiednio 500 i 1000 metrów, a konkurs sztafet ukończył na 5. miejscu. Brał udział w zimowych igrzyskach olimpijskich rozgrywanych w Salt Lake City. Tam brał udział w konkursach na dystansie 500, 1000 i 1500 metrów, jak również w konkursie sztafet. Najwyższe, piąte miejsce zajął po konkursie short tracku na dystansie 500 metrów, w rywalizacji sztafet zajął trzeci raz z rzędu 5. pozycję. Ostatni olimpijski występ Terao miał miejsce w Turynie. Zawodnik startował w czterech konkurencjach – 500 m, 1000 m, 1500 m oraz sztafety (5000 m). Indywidualnie zajmował 6. pozycję po zmaganiach w konkurencji 500 metrów, a 9. pozycję zaś w konkurencjach 1000 i 1500 metrów. W rywalizacji sztafet japońska reprezentacja została zdyskwalifikowana w półfinale.
W swojej karierze japoński sportowiec zdobył osiem medali mistrzostw świata. Największym sukcesem zawodnika było złoto wywalczone w drużynie, na mistrzostwach świata w 1994 roku. Indywidualnie udało mu się wywalczyć jeden medal na dystansie, dokonał tego podczas rozgrywanych w 2001 roku mistrzostw świata w Jeonju, zdobywając tu srebrny medal w konkurencji biegu na dystansie 1500 metrów.